# Bourdeaux
Bourdeaux település Franciaországban, Drôme megyében. Lakosainak száma 682 fő (2022. január 1.). Bourdeaux Bézaudun-sur-Bîne, Bouvières, Comps, Crupies, Mornans, Orcinas, Le Poët-Célard, Saint-Nazaire-le-Désert, Les Tonils és Truinas községekkel határos.

## Népesség
A település népességének változása:
| Lakosok száma | 550  | 578  | 562  | 605  | 616  | 626  | 653  | 679  | 686  | 682  |
|               | 1968 | 1982 | 1990 | 2006 | 2013 | 2015 | 2017 | 2019 | 2020 | 2022 |